# Ljubomir Kokeza
Ljubomir Kokeza (Spalato, 15 maggio 1920 – Spalato, 22 agosto 1992) è stato un calciatore e allenatore di calcio jugoslavo, di ruolo difensore.

## Carriera

### Giocatore

#### Club
Iniziò la carriera agonistica nell'Hajduk Spalato esordendo il 10 novembre 1939 contro il Slavija Osijek. Durante la sua permanenza nei Majstori s mora vince tre titoli di campione di Croazia. 
Nel 1942 si trasferì nel HAŠK Zagabria dove rimase fino al 1943, anno in cui lasciò brevemente l'attività calcistica per entrare nei partigiani. 
Nel 1944 tornò a giocare iniziando una seconda avventura nella squadra spalatina vincendo nel corso degli anni tre campionati jugoslavi. Nel 1957, dopo aver disputato con i bili un totale di 625 partite con 8 reti messe a segno, appese gli scarpini al chiodo per cimentarsi di nuovo sui campi da gioco però come allenatore. 

#### Nazionale
Il suo debutto con la nazionale jugoslava risale al 9 maggio 1946 nella partita contro la Cecoslovacchia giocata a Praga valida per la Coppa dei Balcani. La sua seconda ed ultima partita con la nazionale risale al 2 novembre 1952 contro l'Egitto a Belgrado.

## Statistiche

### Cronologia presenze e reti in nazionale
| Cronologia completa delle presenze e delle reti in nazionale ― Jugoslavia | Cronologia completa delle presenze e delle reti in nazionale ― Jugoslavia | Cronologia completa delle presenze e delle reti in nazionale ― Jugoslavia | Cronologia completa delle presenze e delle reti in nazionale ― Jugoslavia | Cronologia completa delle presenze e delle reti in nazionale ― Jugoslavia | Cronologia completa delle presenze e delle reti in nazionale ― Jugoslavia | Cronologia completa delle presenze e delle reti in nazionale ― Jugoslavia | Cronologia completa delle presenze e delle reti in nazionale ― Jugoslavia |
| Data                                                                      | Città                                                                     | In casa                                                                   | Risultato                                                                 | Ospiti                                                                    | Competizione                                                              | Reti                                                                      | Note                                                                      |
| ------------------------------------------------------------------------- | ------------------------------------------------------------------------- | ------------------------------------------------------------------------- | ------------------------------------------------------------------------- | ------------------------------------------------------------------------- | ------------------------------------------------------------------------- | ------------------------------------------------------------------------- | ------------------------------------------------------------------------- |
| 9-5-1946                                                                  | Praga                                                                     | Cecoslovacchia                                                            | 0 – 2                                                                     | Jugoslavia                                                                | Amichevole                                                                | -                                                                         |                                                                           |
| 2-11-1952                                                                 | Belgrado                                                                  | Jugoslavia                                                                | 5 – 0                                                                     | Egitto                                                                    | Amichevole                                                                | -                                                                         |                                                                           |
| Totale                                                                    |                                                                           | Presenze                                                                  | 1                                                                         |                                                                           | Reti                                                                      | 0                                                                         |                                                                           |

## Palmarès
- Campionato croato: 3

Hajduk Spalato: 1940-1941, 1945, 1946
- Campionato jugoslavo: 3

Hajduk Spalato: 1950, 1952, 1954-1955